# Pyramiden-Hundswurz
Die Pyramiden-Hundswurz (Anacamptis pyramidalis), auch Pyramidenorchis, Spitzorchis, Kammstendel oder Pyramidenstendel genannt, gehört zur Gattung der Hundswurzen (Anacamptis) in der Familie der Orchideen (Orchidaceae).
Um auf die besondere Schutzwürdigkeit dieser Art aufmerksam zu machen, wurde die Pyramiden-Hundswurz vom Arbeitskreis Heimische Orchideen zur Orchidee des Jahres 1990 gewählt.

## Beschreibung

### Habitus und Blätter
Die Pyramiden-Hundswurz ist eine sommergrüne, ausdauernde, krautige Pflanze, die Wuchshöhen von 20 bis 60 Zentimetern erreicht. Dieser Geophyt bildet zwei unterirdische, länglich-eiförmig Knollen als Überdauerungsorgan. Aus der Tochterknolle entwickelt sich im Herbst eine Blattrosette. Jede Pflanze bildet 7 bis 12 Blätter, von den 2 bis 4 am Grund rosettig gehäuft sind. Die ungefleckten Grundblätter sind 10 bis 17 Zentimeter lang und 8 bis 21 Millimeter breit. Das oberste Stängelblatt erreicht meist den Beginn des Blütenstands.

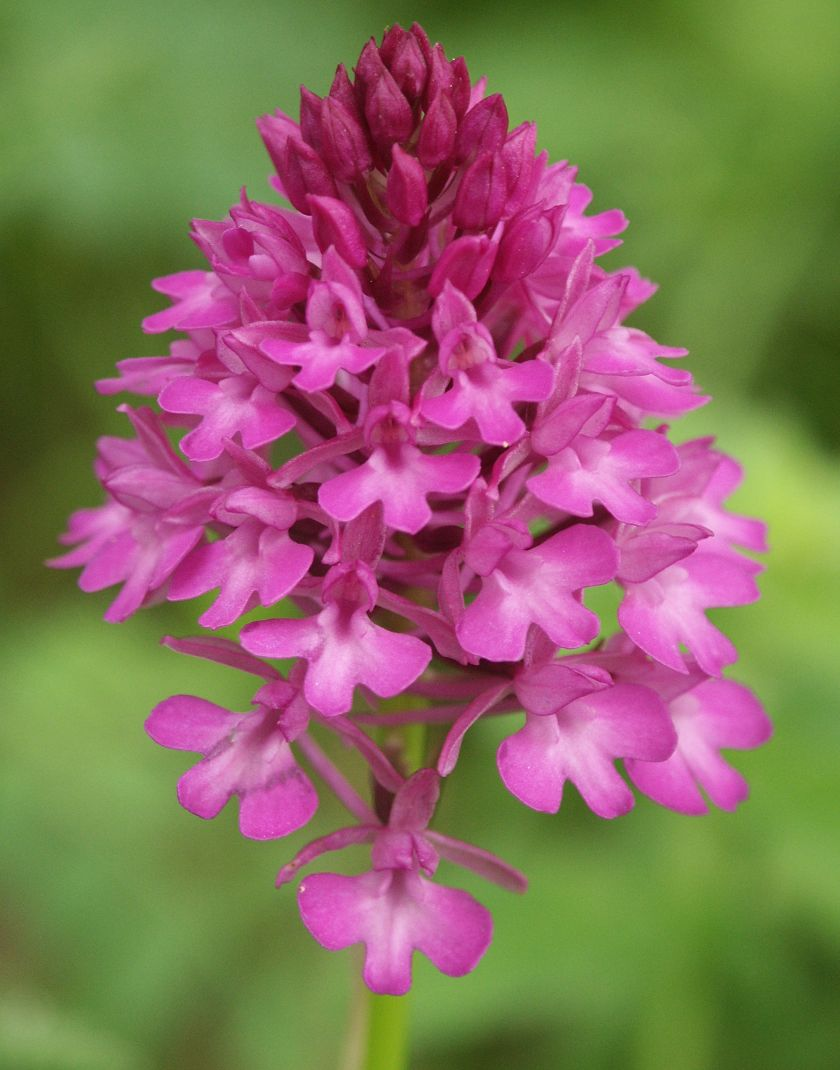
Blütenstand

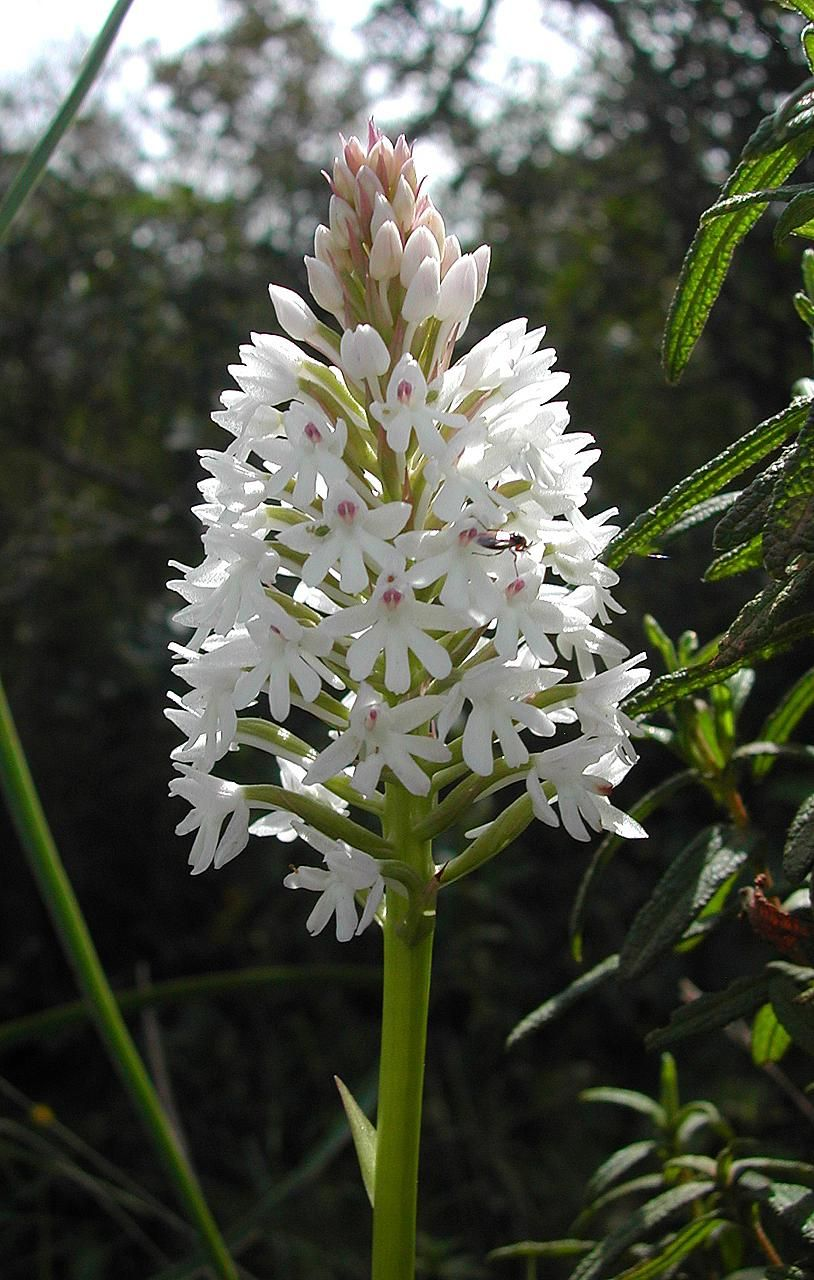
Anacamptis pyramidalis var. alba
Spanien – Mallorca

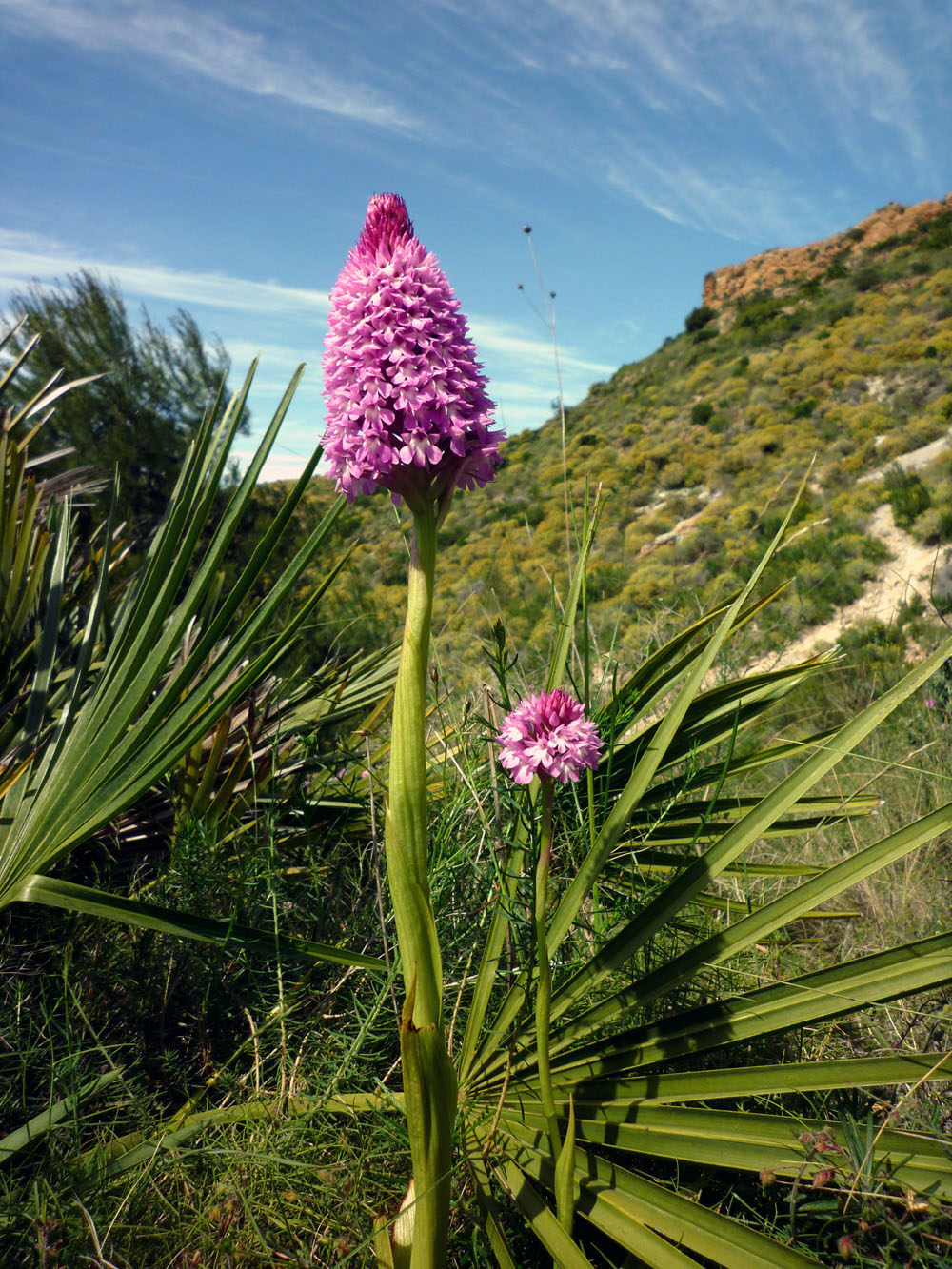
Anacamptis pyramidalis in Spanien

### Blütenstand und Blüten
Die Blütezeit reicht von Mai bis Juli. Der dicht- und reichblütige Blütenstand ist kegelförmig bis eiförmig und wird im Abblühen länger und bis 6 Zentimeter lang. Die Dichte ist hierbei von oben nach unten etwas abnehmend. Die Brakteen sind lanzettlich, 8 bis 12 Millimeter lang und 1,7 bis 3,3 Millimeter breit und damit fast so lang wie der Fruchtknoten. Der Fruchtknoten ist gedreht und 10 bis 14 Millimeter lang. Die zwittrigen Blüten sind zygomorph und dreizählig. Die Blütenhüllblätter sind leuchtend hellrot bis dunkel-purpurrot. Besonders die kräftige purpurrote Farbe lässt sich fotografisch kaum wiedergeben. Das mittlere Sepal und die Petalen bilden einen Helm, der das Gynostemium halbkreisförmig bedeckt. Die Lippe ist dreilappig mit 2 aufrechten Längsleisten an der Basis. Die Seitenlappen sind stumpf abgerundet; der Mittellappen ist meist länger als die Seitenlappen. Der Sporn ist stecknadelförmig, 11,5 bis 16 Millimeter lang und 2 bis 3,2 Millimeter breit, er ist am Ende kurz zugespitzt und insgesamt leicht abwärts gerichtet.
Die Kapselfrucht ist aufrecht und kurz gestielt, 9 bis 15 Millimeter lang und 4 bis 5,5 Millimeter breit.
Die Chromosomenzahl beträgt 2n = 36.

## Ökologie
Als Bestäuber kommen tag- und nachtaktive Schmetterlinge in Betracht. Nach Darwin (1862) wickelt sich einem Bestäuber zuerst die sattelförmige Klebscheibe um den Rüssel und anschließend senken sich die Pollinienstielchen um 90 Grad ab. Sie besitzen dann erst die richtige Lage, um beim Besuch einer anderen Blüte auf die beiden gegenüberliegenden Narbenteile zu treffen. Da kein Nektar im Sporn produziert wird, liegt eine Nektartäuschblüte vor.
Der überdurchschnittlich hohe Fruchtansatz und die unterschiedliche Lage der Kapselfrüchte am Stiel bestätigen die Allogamie.

## Vorkommen
Die Pyramiden-Hundswurz kommt in Europa in fast allen Ländern vor und fehlt nur in Island, Norwegen, Finnland und Belarus. Außerhalb Europas kommt sie in Nordwestafrika und in Vorderasien vor.
Als Standort bevorzugt diese kalkliebende Pflanzenart trockene bis wechselfrische Magerrasen und lichte Wälder.
Die Pyramiden-Hundswurz ist eine Lichtpflanze, ein Wärmezeiger, Trockniszeiger sowie Basen- und Kalkzeiger mit ozeanischer Verbreitung. Sie ist eine Verbandscharakterart subozeanischer Halbtrockenrasen (Mesobromion) und kommt oft im Mesobrometum vor, seltener in trockenen Gesellschaften des Molinion oder des Geranion sanguinei.
Die Pyramiden-Hundswurz gedeiht am besten auf gut mit Humus durchsetzten, kalkreichen, lockeren und daher nicht selten steinigen Lehmböden, sie geht aber auch auf lockeren Löss.
Sie besiedelt in Mitteleuropa in Gegenden mit warmem Klima Trockenrasen, lichte Gebüsche, aber auch feuchte Streuwiesen. Im Tiefland westlich der Elbe fehlt sie; östlich von ihr kommt sie nur vereinzelt in Mecklenburg-Vorpommern vor. Sie steigt in den Gebirgen selten bis in Höhenlagen von 1500 Metern auf. Ihre Höhengrenzen liegen nach Baumann und Künkele in Deutschland bei 110–870 Meter, Frankreich 0–1900 Meter, Schweiz 270–1900 Meter, Liechtenstein 430–1360 Meter, Österreich 300–1300 Meter, Italien 5–1560 Meter, Slowenien 20–1490 Meter und im Amanusgebirge bei 2350 Meter Meereshöhe.
In Mitteleuropa ist die Art insgesamt sehr selten, sie kommt aber gelegentlich an ihren Standorten in kleineren, aber individuenreichen, wenngleich lockeren Beständen vor.
Die Art ist in Deutschland durch die BArtSchV besonders geschützt.

## Taxonomie und Systematik
Die Pyramiden-Hundswurz wurde 1753 von Carl von Linné in Species plantarum Tomus II S. 940 als Orchis pyramidalis erstbeschreiben. Die Art wurde 1817 von Louis Claude Marie Richard in De Orchideis Europaeis Annotationes S. 33 als Anacamptis pyramidalis (L.) Rich. in die Gattung Anacamptis gestellt.
Man kann folgende Varietäten unterscheiden:
- Anacamptis pyramidalis var. dunensis Londo, Kreutz & Slings: Die 2016 erstbeschriebene Unterart kommt in den Niederlanden und in Nordwestfrankreich vor.[7] Früher kam sie auch in Belgien vor.[7]
- Anacamptis pyramidalis var. pyramidalis: Sie kommt von Europa und dem Mittelmeergebiet bis zum nördlichen Iran vor.[7]
- Anacamptis pyramidalis var. sanguinea (Druce) Kreutz: Sie besitzt einen runden Blütenstand und ist kleinwüchsiger. Sie kommt in Irland in den Grafschaften Galway und Kerry vor.
- Anacamptis pyramidalis var. tanayensis Chenevard: Sie ist dunkel- und kleinblütiger. Sie kommt in der Schweiz in den Kantonen Wallis und Freiburg vor.
- Anacamptis pyramidalis var. urvilleana (Sommier & Caruana) Kreutz: Diese gelegentlich auch als eigene Art Anacamptis urvilleana Sommier & Caruana angesprochene Varietät ist endemisch in Malta, wo sie auf Garigues und Macchien häufig vorkommt. Die Pflanze blüht zu Frühlingsanfang. Sie fällt kleiner aus als die Nominatform, die Blüten sind hellrosa bis weißlich.[8]

## Name
Der botanische Gattungsname Anacamptis setzt sich aus dem griechischen Wort ανακάμτειν anakamptein = umbiegen (wegen der umgebogenen seitlichen Blätter des Perigons oder wegen der umgebogenen Staubbeutel (Antheren)). Das Artepitheton pyramidalis bedeutet pyramidenförmig, pyramidal.

Durch eine Revision von Orchideenarten nach genetischen Merkmalen durch Bateman im Jahre 1997 wurde aus der monotypischen Art Anacamptis pyramidalis eine Gattung mit mehreren Arten. Zur Unterscheidung des deutschen Gattungsnamens „Hundswurzen“ wird diese Art mit wörtlicher Übersetzung des Art-Epithetons nach dem im deutschsprachigen Raum gebräuchlichen Namen Pyramiden-Hundswurz benannt.

## Nachweise
1. 1 2 3  Gerald Parolly: Anacamptis. In: Schmeil-Fitschen: Die Flora Deutschlands und angrenzender Länder. 98. Auflage. Verlag Quelle & Meyer, Wiebelsheim 2024, ISBN 978-3-494-01943-7. S. 178.
2. 1 2 3 4 5 6 7 8 9 10 11 12 13 14 15 16  Helmut Baumann, Siegfried Künkele: Orchidaceae. In: Oskar Sebald u. a.: Die Farn- und Blütenpflanzen Baden-Württembergs. 1. Auflage Band 8, Seite 403–405. Verlag Eugen Ulmer, Stuttgart 1998, ISBN 3-8001-3359-8
3. 1 2   Erich Oberdorfer: Pflanzensoziologische Exkursionsflora für Deutschland und angrenzende Gebiete. 8. Auflage. Verlag Eugen Ulmer, Stuttgart 2001, ISBN 3-8001-3131-5, S. 285.
4. ↑  Datenblatt Anacamptis pyramidalis bei POWO = Plants of the World Online von Board of Trustees of the Royal Botanic Gardens, Kew: Kew Science.
5. 1 2   Heinz Ellenberg: Vegetation Mitteleuropas mit den Alpen in ökologischer, dynamischer und historischer Sicht (= UTB für Wissenschaft. Große Reihe. Band 8104). 5., stark veränderte und verbesserte Auflage. Eugen Ulmer, Stuttgart (Hohenheim) 1996, ISBN 3-8252-8104-3.
6. ↑  
World Checklist of Selected Plant Families 2010, The Board of Trustees of the Royal Botanic Gardens, Kew. In: Datenblatt Anacamptis pyramidalis In: Euro+Med Plantbase - the information resource for Euro-Mediterranean plant diversity.
7. 1 2 3  Anacamptis pyramidalis. In: POWO = Plants of the World Online von Board of Trustees of the Royal Botanic Gardens, Kew: Kew Science, abgerufen am 4. Juli 2018.
8. ↑   Hans Christian Weber, Bernd Kendzior: Flora of the Maltese Islands - A Weber2006 Guide. Margraf, Weikersheim 2006, ISBN 3-8236-1478-9, S. 34.